# 丁国林
丁国林（1979年2月—），江苏大丰人，汉族，中国共产党党员。中华人民共和国政治人物、第十三届全国人民代表大会解放军和武警部队代表。

## 生平
2004年7月，丁国林以导调资质认证考核第一名的成绩，走进战略导弹部队“信息化蓝军”分队。后担任火箭军某基地导调考评处处长，组织参与20余次重大演训任务，与火箭军几乎所有导弹旅团“交过手”。
2018年，丁国林被选为解放军和武警部队出席第十三届全国人民代表大会代表。